# Aérodrome d'Halmstad
L'aéroport d'Halmstad (code IATA : HAD • code OACI : ESMT), aussi connu comme Halmstad City Airport, est un aéroport situé à 1,5 km au nord-ouest de Halmstad, une ville dans Halmstad du Comté de Halland, en Suède. L'aéroport est géré par la municipalité d'Halmstad depuis 2006.
En 2009 il a acceilli 92697 passagers dont 89040 sur des vols intérieurs,.

## Situation
L'aéroport se trouve à une altitude de 31 m.

### Carte des aéroports de Suède
| \| 50 km1:2 974 000 \| Montagnes · Sälen Ängelholm–Helsingborg Åre Östersund Arvidsjaur Borlänge Gällivare Göteborg-Landvetter Hagfors Halmstad Hemavan Tärnaby Jönköping Kalmar Karlstad Kiruna Kramfors-Sollefteå Linköping Luleå Lycksele Malmö Mora-Siljan Norrköping Örnsköldsvik Örebro Pajala Ronneby Skellefteå Stockholm-Arlanda Stockholm-Bromma Stockholm-Skavsta Stockholm-Västerås Sundsvall-Timrå Sveg Torsby Trollhättan–Vänersborg Umeå Växjö Vilhelmina Visby |
| 50 km1:2 974 000 |

## Statistiques
Pour des raisons techniques, il est temporairement impossible d'afficher le graphique qui aurait dû être présenté ici.

Voir la requête brute et les sources sur Wikidata.

## Compagnies aériennes et destinations
| Compagnies                  | Destinations                         |
| --------------------------- | ------------------------------------ |
| Air Europa                  | En saison charter: Palma de Majorque |
| Braathens Regional Airlines | Stockholm-Bromma                     |

Edité le 26/02/2023